# Dia da Língua Mirandesa
O Dia da Língua Mirandesa é celebrado a 17 de setembro, o dia em que esta foi reconhecida como segunda língua oficial, pela Assembleia da República, em 1998.